# Patsapong Amsam-Ang
Patsapong Amsam-Ang (en thaï : ภาสพงศ์ อ่ำสำอางค์, né le 2 octobre 1997 à Ratchaburi) est un athlète thaïlandais, spécialiste du saut à la perche.

## Carrière
Le 6 juillet 2017, Amsam-Ang termine à la 4e place des championnats d'Asie de Bhubaneshwar et améliore de cinq centimètres le record de Thaïlande avec 5,40 m. L'ancienne marque était détenue par Porranot Purahong depuis le 5 juillet 2016.
Le 5 mai 2018, à Bangkok, il améliore sa performance à 5,41 m. Le 20 juin, à Goleniów, il efface 5,42 m.
Le 29 août, en finale des Jeux asiatiques de Jakarta, Amsam-Ang bat son propre record national avec 5,50 m pour remporter la médaille de bronze derrière le Japonais Seito Yamamoto (5,70 m, record des Jeux) et le Chinois Yao Ji (5,50 m également).
Le 21 avril 2019, il termine 5e des Championnats d’Asie à Doha.

## Palmarès
| Date | Compétition                  | Lieu         | Résultat | Épreuve |
| ---- | ---------------------------- | ------------ | -------- | ------- |
| 2017 | Championnats d'Asie          | Bhubaneshwar | 4e       | 5,40 m  |
| 2017 | Jeux asiatiques en salle     | Achgabat     | 3e       | 5,20 m  |
| 2018 | Jeux asiatiques              | Jakarta      | 3e       | 5,50 m  |
| 2019 | Championnats d'Asie          | Doha         | 5e       | 5,51 m  |
| 2019 | Universiade                  | Naples       | 6e       | 5,31 m  |
| 2023 | Championnats d'Asie en salle | Astana       | 3e       | 5,35 m  |

## Records
| Épreuve          | Épreuve   | Marque      | Lieu     | Date             |
| ---------------- | --------- | ----------- | -------- | ---------------- |
| Saut à la perche | Plein air | 5,61 m (NR) | Bangkok  | 22 décembre 2021 |
| Saut à la perche | En salle  | 5,31 m (NR) | Szczecin | 11 février 2018  |